# 欄杆

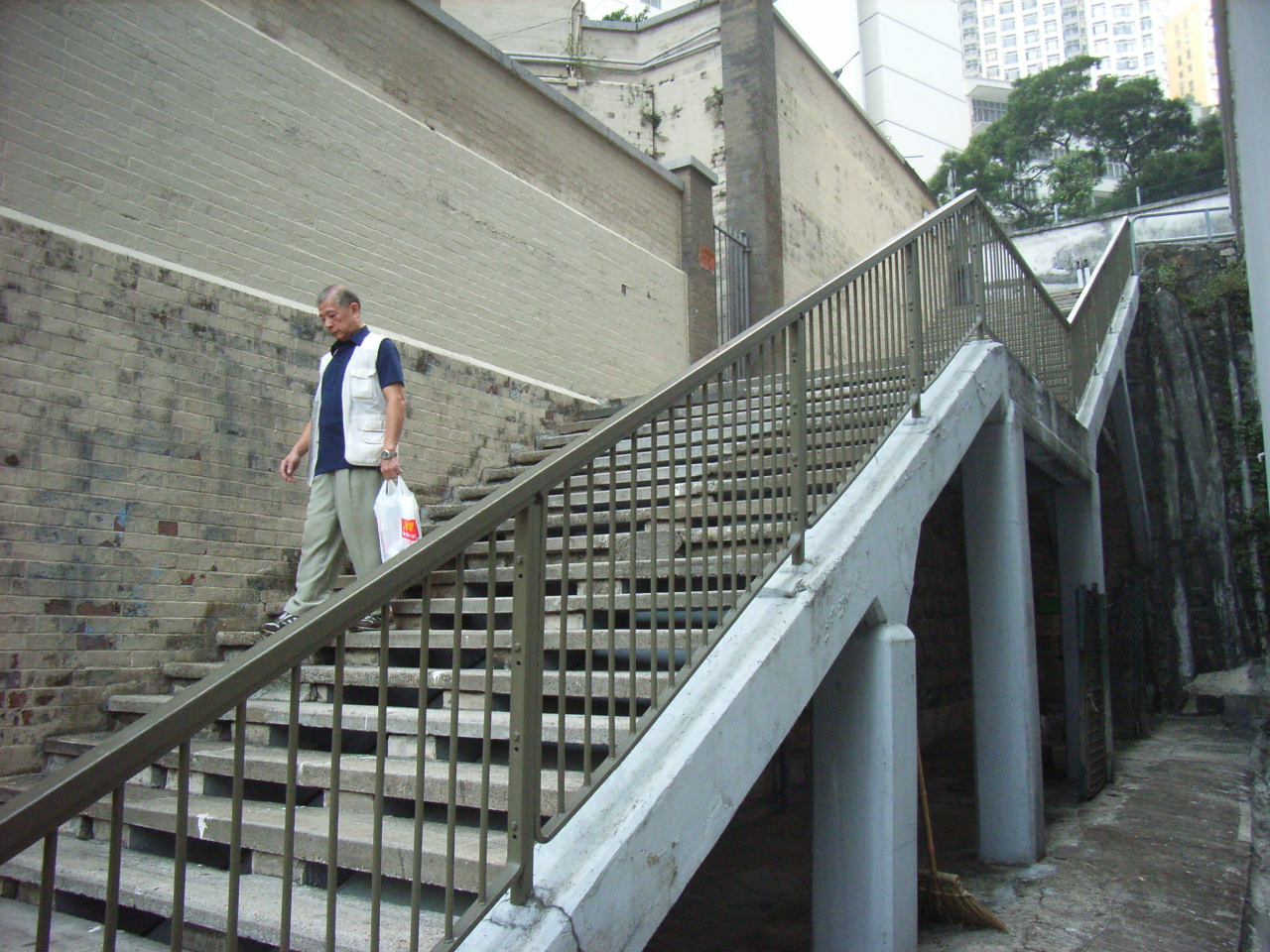
街梯欄杆

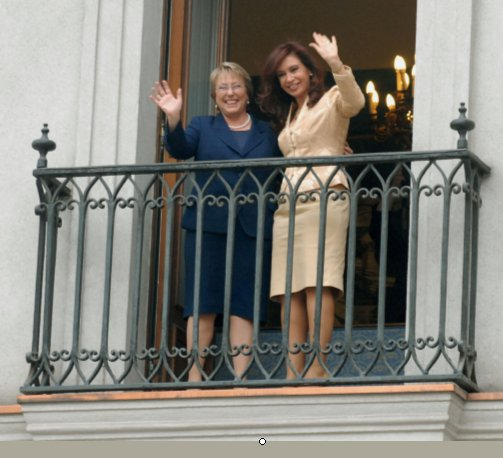
陽台欄杆

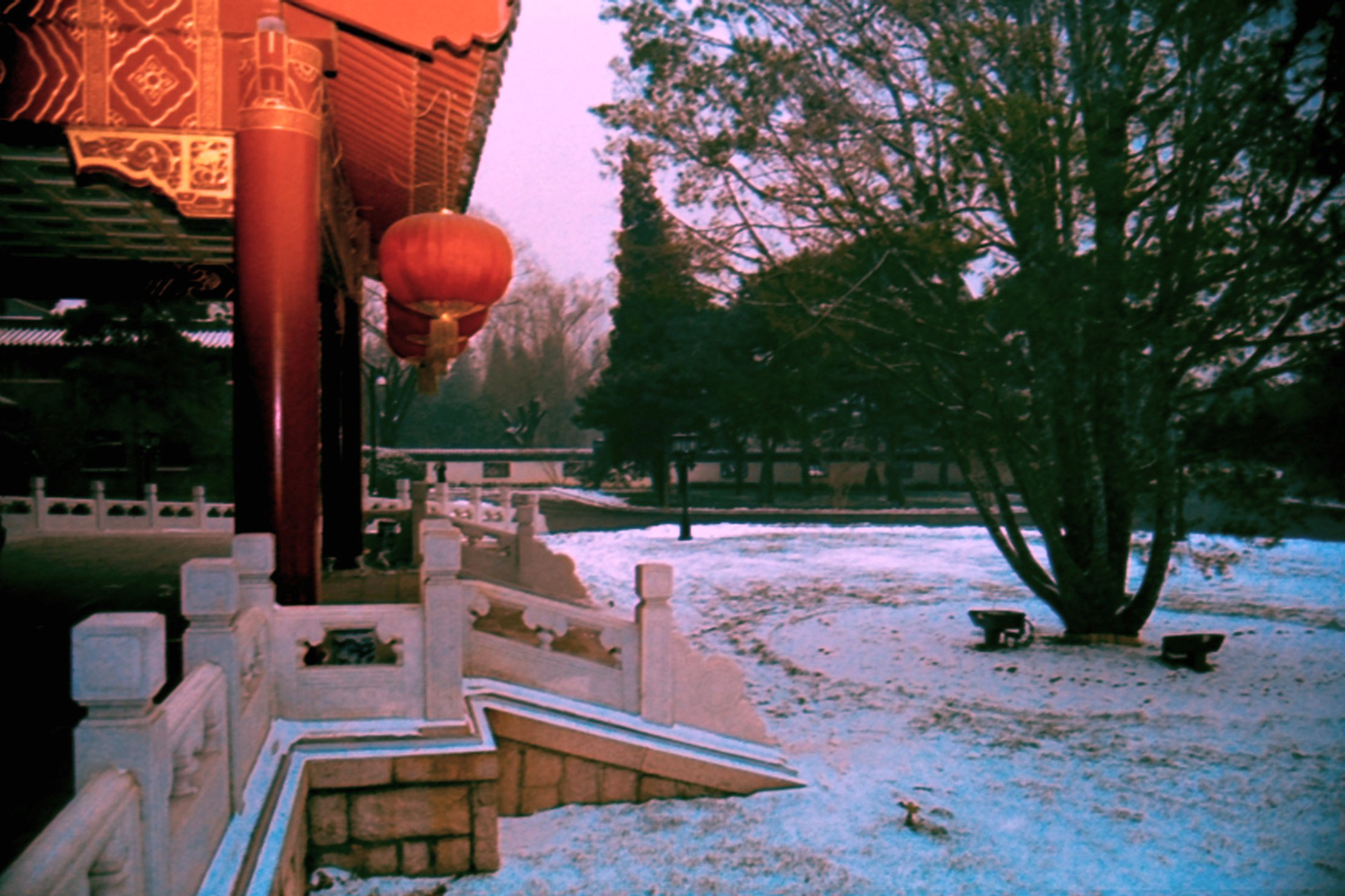
中式石雕欄杆(釣魚台賓館)

欄杆，是土木工程附建設施，常見於人行道和馬路之间、桥梁两侧或建築物、公共設施周圍，功能如墙或籬笆。欄杆設置比圍牆更节约成本，又可以增加可视范围。欄杆物料可分為木材、石雕、玻璃、硬膠、金属等，或涂以油漆防腐，或鍍金倍加美觀。

## 文學
- 南唐后主李煜的《虞美人》:雕欄玉砌應猶在...。所寫的是欄杆雕花的美景。

## 外部連結
- Wooden baluster systems